# O Besouro

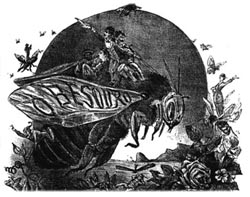

O Besouro é o título de uma revista lançada em 6 de Abril de 1878 pelo caricaturista português Rafael Bordalo Pinheiro, no Brasil, Rio de Janeiro, em substituição ao periódico Psit!!!.

## A revista
No ano de 1877, entre setembro e novembro, editara Bordalo o semanário Psit!!! que retratava de forma humorística a vida por vezes dissoluta da Corte. A curta duração dessa publicação não fez, entretanto, com que o desenhista desistisse de levar avante a ideia de, com humor, satirizar o cenário político e social no Brasil de fins do século XIX.

## Excerto
A frase de Bordalo - A gargalhada é a revolução! - anuncia o teor da revista que, pelo humor afiado, originalidade e criatividade, se torna um importante periódico do Brasil do século XIX.
"Viva a alegria! Viva a caricatura! Temos arrastado por entre vós uma existência de bicho-da-seda. Ora por cima ora por baixo da folha. Furado o primeiro casulo por falta de água quente para matar o bicho, saiu a borboleta que nasceu e morreu efémera como o nome Psit. Daí a semente que produziu o besouro. Metamorfoseados hoje no corpulento Besouro, com os pulmões bem fornecidos de ar, cravaremos de novo e com segurança a nossa velha bandeira Viveremos muito e viveremos bem se tivermos a fortuna de lhes agradar e de os alegrar. Começamos a zumbir".

## O caricaturista no Brasil
Abolicionista, Bordalo tinha entre os colaboradores da revista a figura central da campanha pelo fim da escravidão no Brasil, o jornalista, escritor e político José do Patrocínio.

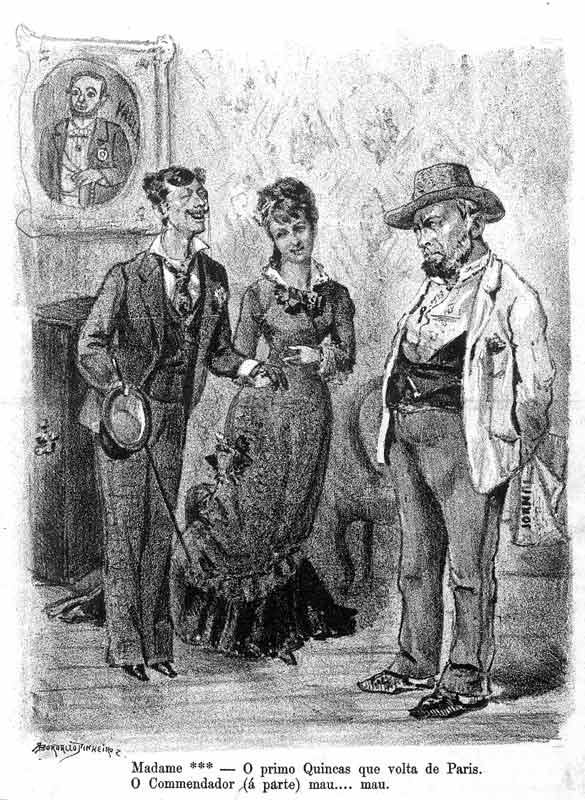
Caricatura em "O Besouro"

Apesar de sua breve permanência no Brasil (Rio de Janeiro - 1875-1879),  Bordalo desperta a atenção, especialmente dos políticos que se sentiam ridicularizados com as representações caricaturais que ornamentavam as charges publicadas no periódico O Besouro. Neste periódico cria o personagem Fagundes e publica uma série de reportagens assinadas pelo jornalista José do Patrocínio (1854 – 1905), uma delas "(...)publicada em 20 de julho e intitulada Páginas Tristes - Scenas e aspectos do Ceará (para S. Majestade, o Sr. Governo e os Senhores Fornecedores verem), apresentava reproduções de duas pequenas fotografias de crianças famélicas.".
Bordalo travou acerba disputa com outro caricaturista, Angelo Agostini, italiano também radicado no país. A disputa, levada nas páginas d'O Besouro, ganhara relevo e Agostini teve a predileção do público. Após duas tentativas de assassinato Bordalo voltou a Lisboa, em 1879, encerrando assim esta publicação.